# طوفان در دریای جلیل

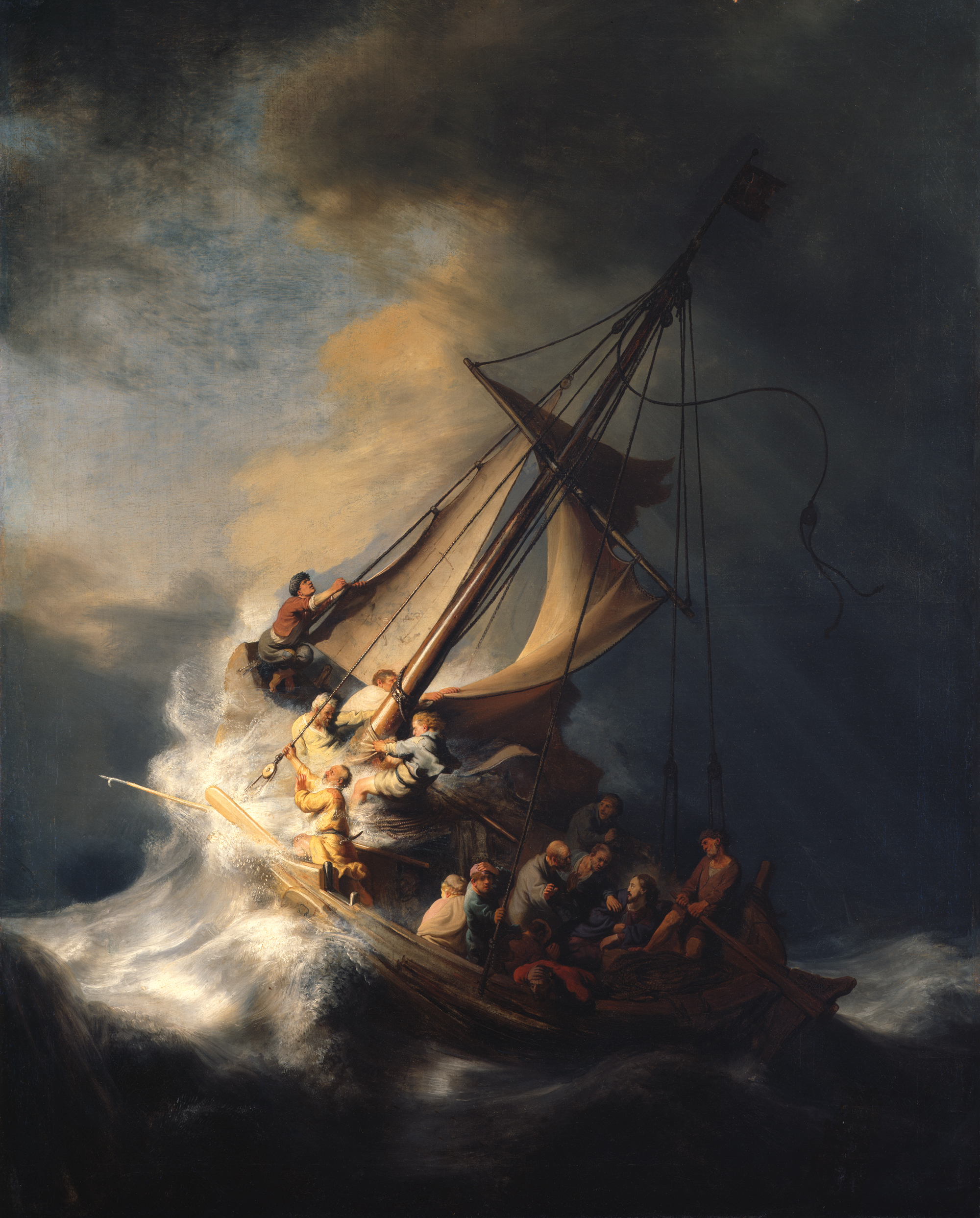
Calming the storm

طوفان در دریای جلیل (انگلیسی: The Storm on the Sea of Galilee) یک نقاشی اثر رامبرانت از عصر طلایی نقاشی هلند سال ۱۶۳۳ است که در سال ۱۹۹۰ از موزه ایزابلا استوارت گاردنر بوستون، ماساچوست، ایالات متحده، به سرقت رفته است. این نقاشی تجسمی از آرام‌کردن طوفان دریای جلیل توسط عیسی است همان‌طوری که در کتاب مقدس مسیحی نشان داده شده است. این تنها نقاشی رامبرانت از دریاست.